# Direitos humanos na Venezuela
O registro dos direitos humanos na Venezuela tem sido criticado por organizações de direitos humanos como a Human Rights Watch e a Amnistia Internacional. As preocupações incluem ataques contra jornalistas, perseguição política, assédio a defensores dos direitos humanos, más condições nas prisões, tortura, execuções extrajudiciais por esquadrões da morte e desaparecimentos forçados.
El 15 de fevereiro de 2024, o governo suspendeu a Oficina do Alto Comissariado das Nações Unidas para os Direitos Humanos em relação à opinião de Volker Türk sobre a detenção da ativista de direitos humanos venezuelana Rocío San Miguel. Nicolás Maduro acusou a organização de se tornar "o escritório particular" de um "grupo de golpistas e terroristas" e deu três dias para seu pessoal deixar a Venezuela, ordenando sua saída em 72 horas. A porta-voz do Alto Comissariado, Ravina Shamdasani, lamentou a decisão e afirmou que “nossos princípios orientadores foram e continuarão sendo a promoção e a proteção dos direitos humanos” dos venezuelanos, enquanto uma porta-voz dessa instituição disse que os integrantes desse escritório continuarão seus trabalhos a partir do Panamá.
De acordo com o relatório da Human Rights Watch de 2017, sob a liderança do Presidente Hugo Chávez e agora do Presidente Nicolás Maduro, a acumulação de poder no executivo e a erosão das garantias de direitos humanos permitiram ao governo intimidar, perseguir e até processar criminalmente seus críticos. O relatório acrescentou que outras preocupações persistentes incluem más condições nas prisões, impunidade por violações dos direitos humanos e assédio contínuo de defensores dos direitos humanos e meios de comunicação independentes por parte de funcionários do governo. O relatório continua afirmando que, em 2016, o Serviço Bolivariano de Inteligência Nacional (SEBIN) deteve dezenas de pessoas sob alegações de planejar, promover ou participar de ações violentas contra o governo, incluindo alguns protestos que foram, de fato, pacíficos. Muitos dizem ter sido torturados ou abusados de outra forma sob custódia, ou que não puderam ver suas famílias ou advogados por horas, ocasionalmente dias, após a prisão. Em vários casos, os promotores não apresentaram evidências credíveis ligando os acusados aos crimes. Em alguns casos, as evidências incluíam posse de materiais políticos, incluindo panfletos pedindo a libertação de presos políticos. De acordo com o relatório da Amnistia Internacional de 2016/2017, os defensores dos direitos humanos continuaram a ser alvos de ataques e intimidação por parte dos meios de comunicação estatais e de altos funcionários do governo.
Desde 2014, a contínua crise na Venezuela resultou em hiperinflação, uma depressão econômica, escassez de bens básicos e aumentos drásticos no desemprego, pobreza, doenças, mortalidade infantil, desnutrição e criminalidade. De acordo com a Amnistia Internacional, a crise na Venezuela atingiu um "ponto de ruptura", com 75% dos cidadãos sofrendo perda de peso devido à escassez de alimentos. Segundo o Fundo Monetário Internacional, a taxa de desemprego atingiu 34,3%.
Em 2006, a Economist Intelligence Unit classificou a Venezuela como um "regime híbrido" com um índice de 5,42 em 10. O país foi classificado em 93º lugar entre 167 países, e o terceiro menos democrático na América Latina após Cuba e Haiti. No relatório de 2012, o índice do país havia deteriorado para 5,15 e sua classificação para 95º de 167. Durante a presidência de Nicolás Maduro, a democracia do país deteriorou ainda mais, com o relatório de 2017 rebaixando a Venezuela de um regime híbrido para um regime autoritário, a categoria mais baixa, com um índice de 3,87 (o segundo mais baixo da América Latina), refletindo "o contínuo deslizamento da Venezuela em direção à ditadura, à medida que o governo marginalizou a Assembleia Nacional dominada pela oposição, prendeu ou desqualificou os principais políticos da oposição e reprimiu violentamente os protestos da oposição."
A Iniciativa de Medição de Direitos Humanos também deu à Venezuela pontuações para Direitos Civis e Políticos. Para os Direitos de Segurança do Estado, a HRMI usa respostas de especialistas em direitos humanos na Venezuela para dar ao país pontuações para liberdade de prisão arbitrária, desaparecimento forçado, pena de morte, execução extrajudicial e tortura e maus-tratos. A Venezuela recebeu uma pontuação cumulativa de 2,9 em 10 para esses direitos. Para Direitos de Empoderamento, que consistem na liberdade de reunião e associação, opinião e expressão, e participação no governo, a Venezuela recebe uma pontuação cumulativa de 2,4 em 10.

## Estrutura legal
Logo após o Presidente Chávez ser eleito pela primeira vez, foi convocado um referendo constitucional venezuelano de abril de 1999, no qual 92% dos eleitores foram favoráveis à redação de uma nova constituição. A constituição foi elaborada por uma assembleia eleita com a participação de diversos grupos de cidadãos e foi votada mais tarde naquele ano em outro referendo constitucional venezuelano de dezembro de 1999 e aprovada com 71,8% de apoio entre os eleitores. A nova constituição da Venezuela buscava garantir uma gama mais ampla de direitos humanos, como cuidados de saúde como um direito humano. Também criou a Defensoria Pública, que inclui a Defensoria dos Direitos Humanos. Dos 350 artigos da constituição de 1999, 116 são dedicados a deveres, direitos humanos e garantias, incluindo um capítulo sobre os direitos dos povos indígenas.
A Venezuela ratificou a Convenção Americana sobre Direitos Humanos em 197
7. Isso a torna parte da jurisdição da Corte Interamericana de Direitos Humanos.
- Pacto Internacional sobre Direitos Civis e Políticos (Comitê de Direitos Humanos)
- Pacto Internacional sobre Direitos Econômicos, Sociais e Culturais (Comitê de Direitos Econômicos, Sociais e Culturais)

### Liberdade de expressão e imprensa
A Constituição de 1999 protege a liberdade de expressão e a liberdade de imprensa, estabelecendo que a comunicação é livre e plural. Concretamente, o artigo 57 determina que:
Na Venezuela, garante-se o acesso universal à informação e o Estado é obrigado a permitir isso de acordo com o título III («Dos direitos humanos e garantias, e dos deveres», cujo artigo 108 reza:
O Centro Robert F. Kennedy para a Justiça e os Direitos Humanos disse que "Documentar os protestos tem sido um desafio para membros da imprensa e ONGs, já que o Governo restringiu o fluxo de informação" e que "Jornalistas foram ameaçados e presos, e seus equipamentos foram confiscados ou seus materiais apagados dos mesmos".
Em 28 de outubro de 2015, por votação majoritária, a Venezuela foi prorrogada em seu mandato como Estado membro do  Conselho de Direitos Humanos da  Organização de Nações Unidas.

### Liberdade religiosa
A Constituição de 1999 estabelece em seu artigo 59 que:
O governo costuma respeitar a liberdade de culto; no entanto, segundo o Departamento de Estado dos Estados Unidos, certos grupos religiosos, assim como outros que também criticaram o governo, foram submetidos a assédio e discriminação. O governo fez algumas tentativas de limitar a influência de grupos religiosos em certas áreas geográficas, níveis sociais e correntes políticas.
Além disso, o Departamento de Relações Públicas e Liberdade Religiosa promove e mantém a liberdade religiosa, com especial ênfase na liberdade de consciência.

## História

### Anos 1980

#### Massacre de El Amparo
O Massacre de El Amparo foi um massacre de 14 pescadores ocorrido perto da vila de El Amparo, no estado ocidental de Apure, na Venezuela, em 29 de outubro de 1988. Uma unidade conjunta militar-policial afirmou que os pescadores (que não tinham registros policiais e não eram conhecidos pelos serviços de inteligência militar venezuelanos ou colombianos) eram um grupo de guerrilheiros que os atacaram com armas e granadas, com uma alegada troca de tiros de 15–20 minutos ocorrendo a uma distância de 20–30 m. Um caso levado à Corte Interamericana de Direitos Humanos (CIDH) foi concluído em 1996, com a CIDH ordenando que a Venezuela pagasse mais de US$ 700.000 em reparações aos parentes das vítimas e sobreviventes.

#### Caracazo
Um dos seis casos apresentados contra a Venezuela pela CIDH entre 1977 e 1998 estava relacionado ao Caracazo de 1989, que sucessivos governos venezuelanos não conseguiram investigar, apesar dos pedidos de grupos de direitos humanos como a Amnesty International, e das instruções da Corte Interamericana de Direitos Humanos. Em julho de 2009, o então ministro da defesa Italo del Valle Alliegro foi acusado em relação ao Caracazo.

### Anos 1990
Com a crescente instabilidade do sistema político em face da crise econômica, a Venezuela viu duas tentativas de golpe de estado na Venezuela em 1992; uma das quais foi liderada pelo futuro presidente Hugo Chávez. Ambas falharam e, no processo de resistência às tentativas de golpe, agentes do governo foram relatados por terem matado quarenta pessoas, tanto civis quanto rebeldes rendidos, seja como execuções extrajudiciais, seja através do uso de força desproporcional.
Prisões arbitrárias contaram aos centenas e continuaram por algum tempo após os eventos, envolvendo líderes estudantis e outros líderes cívicos não conectados com as tentativas de golpe. A liberdade de expressão foi suspensa por dois meses no caso de fevereiro e três semanas no caso de novembro, e envolveu censura à mídia. Uma série de manifestações em março e abril pedindo a renúncia do Presidente Carlos Andrés Pérez e a restauração das garantias constitucionais foram encontradas com violência estatal, incluindo tiros indiscriminados da polícia contra multidões, resultando em um total de 13 mortes.
Vários membros da imprensa que cobriam os protestos foram gravemente feridos pela polícia. Embora os participantes na tentativa de golpe de fevereiro tenham sido julgados pelo sistema regular de justiça militar, em resposta à tentativa de golpe de novembro, o governo criou tribunais ad hoc baseados no código legal de 1938 de Eleazar López Contreras, elaborado vinte anos antes da transição para a democracia. A Suprema Corte acabou por considerar os tribunais inconstitucionais, mas com base no argumento de que o Presidente havia negligenciado a suspensão dos direitos constitucionais relevantes (direito à defesa, direito a ser julgado pelo juiz natural) em vez de pelos motivos de devido processo pelos quais foram criticados.
Durante o período de 1989–1993 de Perez, a repressão violenta dos protestos era comum, com uma em cada três manifestações sendo reprimida. Durante o governo Caldera, isso caiu e, no meio deste, a proporção de manifestações reprimidas caiu para uma em cada seis.

### Anos 2000

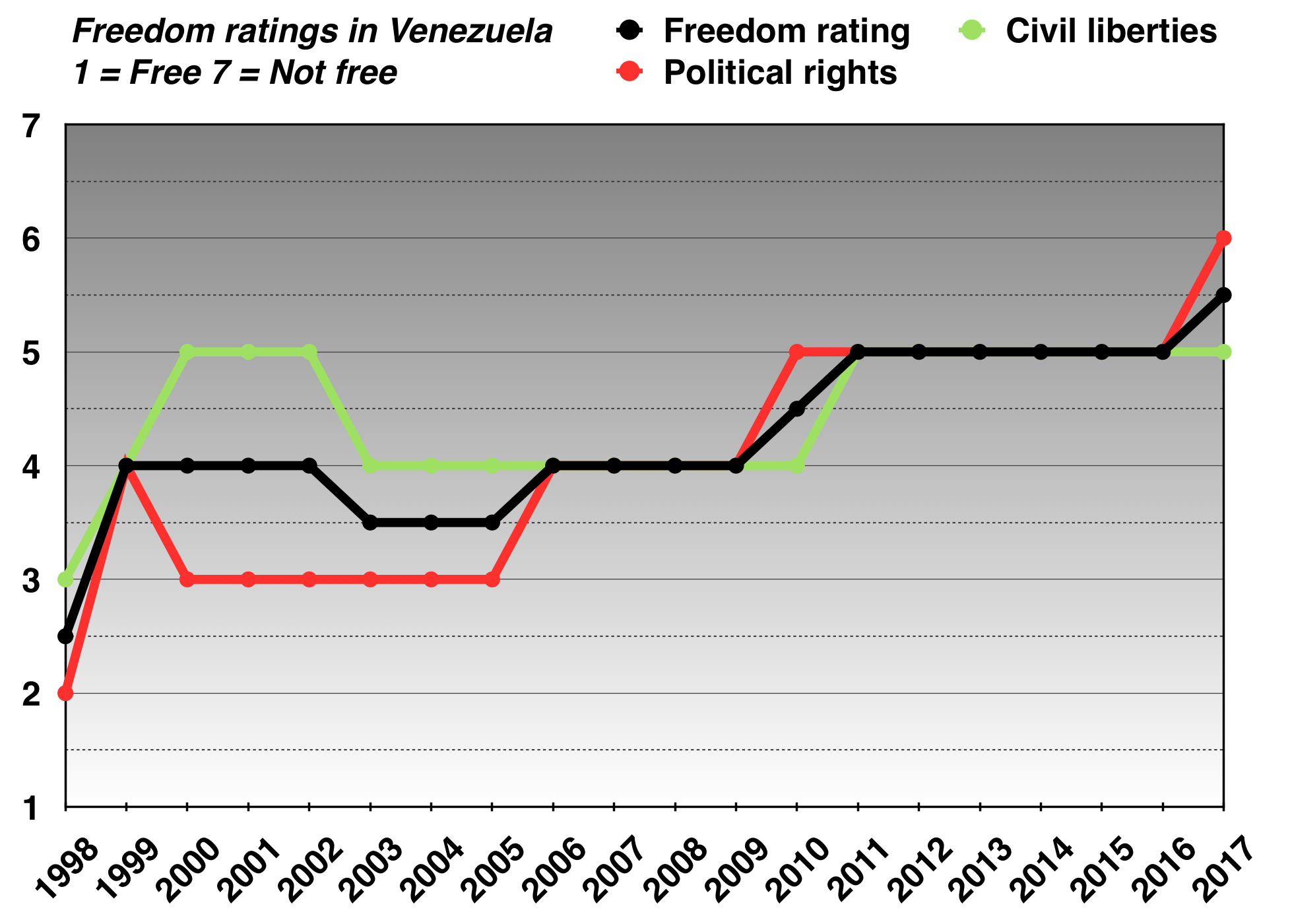
Classificações de liberdade na Venezuela de 1998 a 2017.
(1 = Livre, 7 = não livre)

Logo após a eleição de Hugo Chávez, as classificações de liberdade na Venezuela caíram de acordo com o grupo político e de direitos humanos Freedom House. Em 2004, a Amnistia Internacional criticou a administração do Presidente Chávez pelo manuseio do golpe de 2000, dizendo que incidentes violentos "não foram investigados de forma eficaz e ficaram impunes" e que "a impunidade desfrutada pelos perpetradores incentiva novas violações dos direitos humanos em um clima político particularmente volátil". A Amnistia Internacional também criticou a Guarda Nacional da Venezuela e a Dirección de los Servicios de Inteligencia y Prevención (DISIP) afirmando que "teriam usado força excessiva para controlar a situação em várias ocasiões" durante protestos envolvendo a revogação de 2004. Também foi observado que muitos dos manifestantes detidos pareciam não ser "levados a um juiz dentro do prazo legal".
Em 2005, os professores da Universidade Central da Venezuela Margarita López Maya e Luis Lander, afirmaram que havia um "maior reconhecimento do direito de protesto, e isso foi institucionalizado". A repressão violenta das manifestações caiu para 1 em 25 em 1998–99, e para 1 em 36 em 2002–3. No entanto, em 2008, a Venezuela foi classificada como a nação menos democrática da América do Sul no Índice de Democracia de 2008 da Economist Intelligence Unit. Também em 2008, a Freedom House removeu a Venezuela da sua lista de países que possuem uma democracia eleitoral. Em 2009, a Comissão Interamericana de Direitos Humanos divulgou um relatório afirmando que o governo da Venezuela praticava "repressão e intolerância".

### Anos 2010
De acordo com as Nações Unidas, houve 31.096 denúncias de violações dos direitos humanos recebidas entre os anos de 2011 e 2014. Dessas 31.096 denúncias, apenas 3,1% resultaram em indiciamento pelo Ministério Público Venezuelano.
Em 2011, a ONG PROVEA criticou o fato de que o partido governista PSUV selecionou como candidato ao congresso Róger Cordero Lara, que esteve envolvido militarmente no Massacre de Cantaura em 1982. Cordero foi eleito e a PROVEA exigiu a retirada de sua imunidade.
No relatório da Freedom House sobre o ano de 2013, o governo do presidente Nicolás Maduro foi criticado por "um aumento na aplicação seletiva de leis e regulamentos contra a oposição, a fim de minimizar seu papel como um controle sobre o poder do governo", o que resultou numa tendência de queda na classificação de liberdade da Venezuela.

#### Protestos na Venezuela em 2014
Durante os protestos na Venezuela em 2014, várias organizações de direitos humanos condenaram o governo venezuelano por seu manejo dos protestos, pois as forças de segurança supostamente ultrapassaram as práticas típicas de controle de manifestações, utilizando métodos que variavam desde o uso de balas de borracha e gás lacrimogêneo até casos de munição real e tortura de manifestantes presos, de acordo com organizações como a Anistia Internacional e Human Rights Watch. Outros problemas durante os protestos incluíram censura à mídia e a tolerância do governo à violência por grupos militantes pró-governo conhecidos como colectivos. O governo venezuelano também foi acusado de prisões por motivos políticos de opositores, mais notavelmente o ex-prefeito de Chacao e líder da Popular Will, Leopoldo López, que se entregou em fevereiro, respondendo a acusações controversas de assassinato e incitação à violência, usando sua prisão para protestar contra a "criminalização da dissidência" pelo governo.
Em dezembro de 2014, os Estados Unidos assinaram a Lei de Defesa dos Direitos Humanos e da Sociedade Civil da Venezuela de 2014 para impor sanções direcionadas a indivíduos venezuelanos responsáveis por violações dos direitos humanos como resultado dos protestos na Venezuela em 2014. A lei permite o congelamento de ativos e proibição de vistos para aqueles acusados de utilizar atos de violência ou violar os direitos humanos de opositores ao governo venezuelano. Em março de 2015, os Estados Unidos congelaram ativos e revogaram vistos de vários altos funcionários relacionados a abusos dos direitos humanos na Venezuela.
Centenas de venezuelanos detidos pelas autoridades venezuelanas durante os protestos foram torturados.

#### Juan Requesens
Em 7 de agosto de 2018, o deputado da Assembleia Nacional Juan Requesens foi levado de seu apartamento em Caracas pelo SEBIN com sua irmã, que foi libertada. Supostamente em relação ao ataque com drones em Caracas alguns dias antes, muitas fontes referem-se à sua prisão e detenção inconstitucionais como "políticas" e "arbitrárias", alegando que o governo usou o ataque com drones como desculpa para punir a oposição. Ele foi levado contrariando sua imunidade política e sem evidências ou julgamento.[carece de fontes?]

#### Roberto Marrero
Na madrugada de 21 de março de 2019, oficiais do SEBIN invadiram primeiro a casa do chefe de gabinete de Juan Guaidó, Roberto Marrero, vizinho do deputado da Assembleia Nacional Sergio Vergara. Vergara relatou que os rostos dos agentes estavam cobertos; eles o mantiveram por várias horas, embora ele tenha informado que tinha imunidade parlamentar. Vergara disse que ouviu os oficiais invadindo o apartamento de Marrero ao lado. Após cerca de três horas entre os dois apartamentos, os oficiais levaram Marrero e o motorista de Vergara, Luis Alberto Páez Salazar. Vergara diz que enquanto Marrero era levado, ele gritou que os oficiais haviam plantado uma granada e dois rifles. O advogado de Marrero chamou de "operação puramente política".

### Tráfico de pessoas
A Venezuela é signatária (dezembro de 2000) do Protocolo para Prevenir, Suprimir e Punir o Tráfico de Pessoas, especialmente Mulheres e Crianças. Em 2016, o Departamento de Estado dos EUA considerou a Venezuela um país de Nível 3 na classificação de Classificação de Nível de Tráfico de Pessoas, o que significa que é um país cujo governo "não atende totalmente aos padrões mínimos" para interromper o tráfico humano "e não está fazendo esforços significativos para isso." A Venezuela é considerada uma fonte e destino tanto de tráfico sexual quanto de trabalho forçado. O governo não atende aos padrões mínimos para eliminar o tráfico de pessoas.

### Violência agrária
A agricultura na Venezuela atual é caracterizada pela ineficiência e baixo investimento, com 70% das terras agrícolas pertencentes a 3% dos proprietários agrícolas (um dos níveis mais altos de concentração de terras na América Latina). De acordo com a Lei de Reforma Agrária de 2001 (ver Missão Zamora), terras públicas e privadas consideradas ilegalmente detidas ou improdutivas devem ser redistribuídas. De 1999 a 2006, 130 trabalhadores sem-terra foram assassinados por sicarios pagos por opositores à reforma.

### Sistema prisional
Em 1996, a Human Rights Watch concluiu que "as prisões venezuelanas são catastróficas, uma das piores do hemisfério americano, violando as obrigações internacionais do Estado venezuelano em direitos humanos." Os principais problemas incluíam violência (em 1994 houve quase 500 mortes, incluindo cerca de 100 em um único motim), corrupção e superlotação, com o relatório do Departamento de Estado dos EUA de 1996 descrevendo como "superlotação tão severa a ponto de constituir tratamento desumano e degradante".
"O sistema penitenciário da Venezuela, considerado um dos mais violentos da América Latina, possui 29 prisões e 16 penitenciárias que abrigam cerca de 20.000 detentos".
Em 20 de agosto de 2012, prisioneiros armados no complexo prisional de Yare I, uma prisão superlotada venezuelana, se revoltaram no fim de semana, resultando na morte de 25 pessoas. 29 prisioneiros e 14 visitantes ficaram feridos no motim, e um visitante foi morto.

### Execuções extrajudiciais e desaparecimentos forçados
Houve 187 execuções extrajudiciais em 1992/3.
Em 2009, a Procuradora Geral anunciou a criação de uma equipe de investigação para examinar 6.000 relatos de execuções extrajudiciais entre 2000 e 2007.
A Anistia Internacional estimou que houve mais de 8.200 execuções extrajudiciais na Venezuela de 2015 a 2017.
Um relatório produzido pelo Foro Penal e Robert F. Kennedy Human Rights documenta que 200 casos de desaparecimentos forçados em 2018 aumentaram para 524 em 2019, atribuídos ao aumento dos protestos. A análise encontrou que o desaparecimento médio durou pouco mais de cinco dias, sugerindo que o governo buscava evitar o escrutínio que poderia acompanhar detenções em larga escala e de longo prazo.

## Independência judicial
Em 16 de setembro de 2021, a Missão Internacional Independente de Apuração dos Fatos sobre a Venezuela divulgou seu segundo relatório sobre a situação do país, concluindo que a independência do sistema judiciário venezuelano sob Nicolás Maduro foi profundamente erodida, a ponto de desempenhar um papel importante na repressão estatal e perpetuar a impunidade do Estado para violações dos direitos humanos. O documento identificou frequentes violações do devido processo legal, incluindo o uso da prisão preventiva como rotina (em vez de medida excepcional) e juízes sustentando detenções ou acusações baseadas em evidências manipuladas ou fabricadas, evidências obtidas por meios ilegais e evidências obtidas por coerção ou tortura; em alguns dos casos analisados, os juízes também falharam em proteger as vítimas de tortura, devolvendo-as aos centros de detenção onde a tortura foi denunciada, "apesar de terem ouvido vítimas, às vezes com ferimentos visíveis consistentes com tortura, fazerem a alegação em tribunal". O relatório também concluiu que indivíduos da promotoria e do judiciário em todos os níveis testemunharam ou sofreram interferência externa na tomada de decisões, e que vários relataram ter recebido instruções da hierarquia judicial ou da promotoria ou de funcionários políticos sobre como decidir os casos.

### Repressão seletiva e perseguição por motivos políticos
O ACNUDH detalhou em seu relatório de 2019 que, desde 2016, o Governo e as instituições controladas por ele promulgaram leis e políticas que aceleraram a erosão do Estado de direito e o desmantelamento das instituições democráticas, incluindo a Assembleia Nacional. Essas medidas têm como objetivo neutralizar, reprimir e criminalizar a oposição política e os críticos do Governo. Essa tendência aumentou desde 2016, após a oposição política ganhar a maioria das cadeiras da Assembleia Nacional.
O aparato de segurança do Estado, composto pela Guarda Nacional Bolivariana (GNB), Polícia Nacional Bolivariana (PNB), Forças de Ações Especiais (FAES), Corpo de Investigações Científicas, Penais e Criminalísticas (CICPC), Serviço Bolivariano de Inteligência Nacional (SEBIN) e a Direção Geral de Contrainteligência Militar (DGCIM), assim como os coletivos, têm cometido diversos tipos de crimes violadores dos direitos humanos.
As instituições responsáveis pela proteção dos direitos humanos, como o Poder Judiciário e a Defensoria del Pueblo, geralmente não realizam investigações rápidas, efetivas, exaustivas, independentes, imparciais ou transparentes sobre as violações de direitos humanos e outros crimes cometidos por agentes estatais. Não levam os responsáveis à justiça, nem protegem as vítimas e testemunhas. Essa inação contribui para a impunidade e para a repetição desses crimes.
O relatório do ACNUDH também denunciou que essas políticas são acompanhadas por uma retórica pública, também utilizada por autoridades de alto escalão, que desacredita e ataca constantemente aqueles que criticam ou se opõem ao Governo. A oposição política, os ativistas de direitos humanos e os jornalistas, entre outros, são frequentemente alvo de discursos que os rotulam como "traidores" e "agentes desestabilizadores". Os meios de comunicação pró-governo disseminam amplamente essa retórica, por exemplo, através do programa de televisão semanal "Con el mazo dando", apresentado por Diosdado Cabello, presidente da polêmica Assembleia Nacional Constituinte de Nicolás Maduro.
Leis e reformas legislativas sucessivas facilitaram a criminalização da oposição e de qualquer pessoa crítica ao Governo por meio de disposições vagas, aumento de sanções para atos garantidos pelo direito à liberdade de reunião pacífica, uso da jurisdição militar para civis e restrições às ONGs para representar vítimas de violações de direitos humanos.
Em 2018-2019, vários líderes sindicais e muitos trabalhadores que protestaram por salários e condições de trabalho decentes foram arbitrariamente demitidos e detidos. Dezenas de profissionais de saúde que protestaram contra as condições de saúde no país foram demitidos e/ou ameaçados por seus superiores, e alguns foram arbitrariamente detidos. Pessoal universitário crítico ao Governo foi ameaçado com o não pagamento de salários, impedido de acessar seus locais de trabalho e viajar para o exterior, e, em alguns casos, houve detenções arbitrárias. Defensores de direitos humanos foram vítimas de campanhas de difamação na mídia pró-governo, submetidos a vigilância, intimidação, assédio, ameaças e detenções arbitrárias.
Dissidentes chavistas, militares dissidentes e funcionários públicos e empregados de empresas estatais considerados opositores pelo Governo também foram atacados.
Muitas dessas vítimas reduziram suas atividades, se esconderam ou seguiram o caminho do exílio.
A repressão seletiva contra membros da oposição e líderes sociais infunde medo ao mostrar as consequências de se opor ou simplesmente criticar o Governo ou expressar dissidência.
Em junho de 2019, o Tribunal Supremo de Justiça suspendeu a imunidade parlamentar de 22 deputados da Assembleia Nacional, incluindo Juan Guaidó, presidente do Parlamento. Muitos deles foram acusados pelo Governo de traição à pátria, conspiração, incitação à insurreição, rebelião civil e associação para delinquir, entre outros crimes, após a tentativa de assassinato de Nicolás Maduro em 4 de agosto de 2018 e o chamado de Juan Guaidó às Forças Armadas para a rebelião em 30 de abril de 2019.
Os familiares dos opositores políticos são vítimas de perseguição por motivos políticos. O ACNUDH documentou um número crescente de detenções arbitrárias de familiares, particularmente mulheres, de opositores políticos. As vítimas são interrogadas sem a presença de seus advogados e, em alguns casos, são maltratadas e torturadas. Essas detenções são realizadas como instrumento de pressão sobre os supostos fugitivos, mas também como forma de punição. Os familiares também são vítimas de ameaças de morte, danos adicionais a seus familiares, vigilância, intimidação e assédio. Além disso, as vítimas são submetidas a violência sexual, violência de gênero e humilhações durante suas visitas aos centros de detenção, durante operações de segurança e invasões domiciliares.
Pelo menos 10 presos políticos morreram sob custódia do regime de Maduro desde 2015.

## Uso excessivo da força
Em 13 de junho, funcionários do SEBIN e CONAS invadiram residências em El Paraíso, Caracas, sem mandados de busca, atirando no cachorro de um dos vizinhos no processo. Em 13 de julho, um homem com síndrome de Asperger, Gianni Scovino, foi chutado e espancado repetidamente por um grupo de policiais e militares durante uma manifestação em Lechería, que também o prenderam arbitrariamente. O Ministério Público se manifestou contra os fatos e Tarek William Saab condenou a detenção arbitrária, descrevendo o tratamento como "cruel, desumano e degradante".
De acordo com o mesmo relatório, os grupos armados, pró-governo ou anti-governo, deixaram um saldo de 31 vítimas de homicídio. O relatório do ACNUDH destacou as ações do que denominou "coletivos armados", termo usado para designar os grupos armados pró-governamentais que intimidam, ameaçam e atacam pessoas consideradas opositoras ao governo, registrando casos em que policiais e militares se retiraram do local uma vez que os civis armados chegavam. O relatório também indicou, referindo-se aos manifestantes opositores, que "o nível de violência desses grupos aumentou à medida que aumentava o uso da força por parte das forças de segurança". Segundo o comissário, as quatro pessoas que faleceram pela ação desses grupos foram Amelina Carrillo, Orlando Figuera, Danny Subero e Héctor Anuel Blanco. Em 20 de maio de 2017, durante um protesto, manifestantes opositores espancaram e incendiaram Orlando Figuera após um confronto, acreditando que ele tentava roubar. Em 27 de maio de 2017, durante o velório de um manifestante falecido no municipio Palavecino do estado Lara, um grupo de opositores linchou o oficial reformado da Guardia Nacional Bolivariana Danny Subero. O relatório menciona que a Defensoria Pública informou que 23 pessoas ficaram feridas como resultado de ataques violentos supostamente perpetrados por grupos anti-governamentais, assegurando que "o governo denunciou atos de vandalismo, que incluem, por exemplo, queima de armazéns de alimentos, queima de ambulâncias e ônibus, e saques. Esses incidentes não estavam diretamente relacionados com os protestos, mas refletem a situação de descontentamento social e o alto nível de violência existente no país”.

## Tortura
Em 14 de setembro de 2017, Tamara Sujú denunciou à Organização dos Estados Americanos (OEA) 289 casos de tortura, incluindo incidentes durante os protestos e casos de tortura sexual, durante a primeira audiência da organização para analisar crimes contra a humanidade no país.
Em 26 de junho de 2019, Nicolás Maduro denunciou uma suposta tentativa de golpe de Estado e magnicídio contra ele, na qual estariam envolvidos quatro militares e dois policiais, além de outras oito pessoas. Um dos supostos envolvidos seria o capitão de corveta Rafael Acosta Arévalo, que foi detido sem ordem judicial por agentes da Dirección General de Contrainteligencia Militar (DGCIM). Antes da denúncia de Maduro, o militar já havia sido dado como desaparecido em 21 de junho. Em 29 de junho, foi divulgado que Acosta Arévalo havia falecido devido a graves torturas. Tamara Sujú denunciou via Twitter que o capitão Acosta Arévalo foi torturado pelos agentes da DGCIM que o mantinham sob custódia e que, em 28 de junho, ele se apresentou à audiência nos tribunais militares em uma cadeira de rodas, mostrando graves sinais de tortura e quase sem poder falar, pedindo ajuda ao seu advogado. Em outro tweet, Sujú relatou que, quando foi perguntado ao capitão Acosta Arévalo se ele havia sido submetido a torturas, ele assentiu com a cabeça, já que não podia pronunciar palavras.

## Liberdade de expressão e de imprensa
O Alto Comissariado das Nações Unidas para os Direitos Humanos (ACNUDH) denunciou em 2017 uma série de violações dos direitos dos jornalistas e trabalhadores de mídia durante as manifestações, denunciando campanhas de difamação contra jornalistas por parte das autoridades venezuelanas e reportando o fechamento de meios de comunicação em várias partes do país. Segundo o relatório, “os ataques contra jornalistas e outros trabalhadores dos meios de comunicação durante as manifestações consistiram em ataques físicos (espancamentos e ferimentos causados por cartuchos de gás lacrimogêneo e balas de borracha), detenções arbitrárias e confisco ou destruição de seus equipamentos”. A partir das entrevistas realizadas e das informações fornecidas por organizações não governamentais, os responsáveis pela realização do documento explicam que “em várias ocasiões, as forças de segurança confiscaram, quebraram ou roubaram o equipamento dos trabalhadores da mídia”. Essas ações violentas contra os profissionais da comunicação “foram motivadas pela gravação dos atos de repressão das manifestações, e em particular da detenção de manifestantes”. Além disso, é mencionado que “embora as forças de segurança tenham cometido a maior parte das violações contra os jornalistas, estes também foram alvo de ataques por parte dos manifestantes e partidários tanto da oposição quanto do governo”.
A Associação de Correspondentes de Imprensa Estrangeira na Venezuela acusou o governo de atacar repórteres. O Sindicato Nacional de Trabalhadores de Imprensa (SNTP) ―contrário ao governo de Maduro― indicou que nos primeiros meses de protestos foram registrados 205 ataques contra 152 jornalistas. Segundo El Nacional, o SEBIN já havia invadido os escritórios de repórteres e ativistas dos direitos humanos em várias ocasiões. Também foi indicado que em algumas ocasiões o SEBIN intimida repórteres seguindo-os em veículos sem registro, e membros da agência "observam suas casas e escritórios, locais públicos como padarias e restaurantes, e enviam mensagens de texto para seus celulares". Em 22 de abril, repórteres de La Patilla que estavam cobrindo os eventos em Santa Fe foram detidos pela Guarda Nacional. A equipe de repórteres foi acusada de ser "jornalistas falsos", tiveram que mostrar suas identificações à Guarda Nacional e tiveram suas fotografias tiradas. Mais tarde foram liberados sem mais complicações. Em outro incidente, um fotógrafo de La Patilla foi atacado pela Polícia Nacional, que tentou arrebatar sua câmera e golpeá-lo na cabeça com a coronha de uma espingarda enquanto cobria os protestos em Las Mercedes. Uma semana depois de ter sido atacado em Las Mercedes, o mesmo jornalista de La Patilla foi novamente atacado pela Polícia Nacional, que tentou tirar-lhe a câmera enquanto cobria os protestos no bairro de Las Minitas em Baruta. Enquanto cobriam os protestos em 14 de maio, um grupo de repórteres disse que foi atacado pela Guardia Nacional, que teria disparado contra eles e tentado prender um deles. Em 27 de maio, um repórter de La Patilla foi atacado pela terceira vez enquanto cobria os incidentes em Táchira quando recebeu disparos da Guarda Nacional. Dois repórteres ficaram feridos em 5 de junho depois de serem atingidos por balas de borracha disparadas de um veículo da Guarda Nacional. O incidente foi relatado ao Coronel Rafael Quero da Guarda Nacional, mas ele negou que os fatos tenham acontecido. Equipamento pertencente à CNN foi "roubado à mão armada" e possivelmente destruído por forças governamentais. Aqueles que reportam sobre as manifestações se sentem ameaçados pelo presidente Maduro, que criou um "clima cada vez mais sufocante" para eles. As estações de televisão na Venezuela quase não mostraram uma cobertura ao vivo das manifestações e isso fez com que muitos telespectadores começassem a assistir.
A Defensoria Pública, em informações fornecidas ao Acnudh em 2 de agosto, reconheceu que “a participação da GNB (Guarda Nacional Bolivariana) nas manifestações foi justificada por se tratar de ‘eventos multitudinários’ que excederam a capacidade da polícia”. No relatório, a equipe denuncia a existência de uma série de instrumentos legais na Venezuela que contrariam o estabelecido na Constituição da nação. “Apesar da proteção constitucional do direito de reunião pacífica, as disposições legais e regulamentares do país tipificam como crime os protestos e impõem restrições indevidas que negam a essência desse direito”. Entre as leis e sentenças que, segundo o relatório, violam o direito constitucional à reunião pacífica e ao protesto estão a Lei dos Partidos Políticos, Reuniões Públicas e Manifestações, a Decisão Nº 276 da Sala Constitucional do Tribunal Supremo de Justiça de 24 de abril de 2014, a Lei Orgânica de Segurança da Nação de 2002 e o Código Penal Venezuelano.
Em 4 de julho de 2019, ACNUDH publicou um relatório atualizando a situação dos direitos humanos na Venezuela. Em relação à liberdade de opinião e expressão, o relatório afirma que o governo de Maduro tentou estabelecer uma hegemonia comunicacional impondo sua própria versão dos fatos e criando um ambiente que restringe os meios de comunicação independentes. O relatório acrescenta que entre 2018 e 2019, dezenas de meios impressos foram fechados e o Estado encerrou emissoras de rádio e obrigou as operadoras de TV a cabo a bloquear certos canais de televisão.

## Direitos indígenas
Os povos indígenas na Venezuela compõem cerca de 1,5% da população nacional, embora a proporção seja quase 50% no estado do Amazonas. Antes da criação da constituição de 1999, os direitos legais dos povos indígenas estavam cada vez mais atrasados em relação a outros países da América Latina, que estavam progressivamente consagrando um conjunto comum de direitos coletivos indígenas em suas constituições nacionais. No início do século 19, o governo venezuelano fez pouco pelos povos indígenas; mais ainda, eles foram afastados do centro agrícola para a periferia. Em 1913, durante um boom da borracha e a ditadura de Juan Vicente Gómez, o coronel Tomas Funes assumiu o controle de San Fernando de Atabapo, no Amazonas, onde 100 colonos foram mortos. Nos nove anos seguintes, Funes destruiu dezenas de aldeias Ye'kuana e matou vários milhares de Ye'kuana. Em 1961, surgiu uma nova constituição, mas em vez de melhorar os direitos dos povos indígenas, essa constituição foi um retrocesso em relação à constituição anterior de 1947.
Em 1999, foi formada uma nova constituição, a Constituição da Venezuela de 1999. Nesta constituição, Chávez visava a melhoria dos direitos humanos, principalmente das mulheres e dos povos indígenas. A constituição declarava que três assentos deveriam ser reservados para delegados indígenas na Assembleia Constituinte de 131 membros. e dois delegados indígenas adicionais ganharam assentos não reservados nas eleições da assembleia. No final, o processo constitucional produziu o que foi chamado de "o regime de direitos indígenas mais progressista da região". Inovações incluíram a garantia de representação política em todos os níveis de governo pelo Artigo 125 e a proibição do Artigo 124 sobre "o registro de patentes relacionadas a recursos genéticos indígenas ou propriedade intelectual associada ao conhecimento indígena". A nova constituição seguiu o exemplo da Colômbia ao reservar assentos parlamentares para delegados indígenas (três na Assembleia Nacional da Venezuela); e foi a primeira constituição latino-americana a reservar assentos indígenas em assembleias estaduais e conselhos municipais em distritos com populações indígenas.
Durante a presidência de Nicolás Maduro (sucessor de Chávez) e após a criação do Arco Mineiro do Orinoco, o desenvolvimento de uma área rica em recursos minerais, várias instituições venezuelanas, incluindo a Academia de Ciências Físicas, Matemáticas e Naturais, a Sociedade Venezuelana de Ecologia e a Assembleia Nacional, expressaram publicamente sua preocupação com o não cumprimento de estudos de impacto ambiental e sociocultural e a violação dos direitos à consulta prévia com as comunidades indígenas.
A partir do início de 2018, os povos Pemon, uma comunidade indígena que vive na planície de Gran Sabana no sul da Venezuela, começaram a entrar em conflito crescente com o governo de Maduro. Em 8 de dezembro, oficiais da Direção Geral de Contrainteligência Militar (DGCIM) mataram uma pessoa e feriram dois Pemons da comunidade Arekuna após chegarem ao setor de Campo Carrao, no Parque Nacional Canaima.
Em 22 de fevereiro de 2019, no início do envio de ajuda humanitária à Venezuela daquele ano, membros das forças armadas leais a Maduro dispararam contra os habitantes de Kumarakapay com munição real, matando dois e ferindo quinze. Segundo eles, oitenta de seus vizinhos tiveram que fugir para o Brasil para escapar da perseguição, 5% dos habitantes em uma população de 1.500. Ao final do conflito, mais pessoas foram mortas, com estimativas variadas. O ex-governador Andrés Velásquez declarou que quatorze pessoas foram mortas, e o deputado  es, cacique da comunidade Pemon na Gran Sabana, afirmou que pelo menos 25 Pemons foram mortos por tropas venezuelanas. A Assembleia Nacional acrescentou que 80 Pemons desapareceram desde o massacre, além do número de mortos reivindicado por Guzamana. Os eventos foram chamados desde então de "massacre de Kumarakapay".
Salvador Franco, um Pemon preso em dezembro de 2019 acusado de participar de um ataque a quartel no estado de Bolívar, morreu em 3 de janeiro de 2021 devido à falta de atendimento médico. A coordenadora nacional indígena da ONG Foro Penal declarou que Franco tinha COVID-19 e que durante meses sofreu de doenças gastrointestinais relacionadas à insalubridade de seu centro penitenciário, informando que ele perdeu muito peso em seus últimos meses de vida. Havia uma ordem judicial para sua transferência para um centro de saúde desde 21 de novembro de 2020, mas foi ignorada.

## Relações com organismos internacionais

### Human Rights Watch
Em setembro de 2008, o governo venezuelano expulsou o Diretor das Américas da Human Rights Watch,  es, do país após a publicação de um relatório intitulado "Uma Década sob Chávez: Intolerância Política e Oportunidades Perdidas para Avançar nos Direitos Humanos na Venezuela", que discutia violações sistemáticas de direitos humanos, civis e políticos.
Em 17 de setembro de 2020, a Nações Unidas descobriu que autoridades venezuelanas e grupos armados pró-governo cometeram violações de direitos humanos que equivalem a crimes contra a humanidade.

### Comissão Interamericana de Direitos Humanos

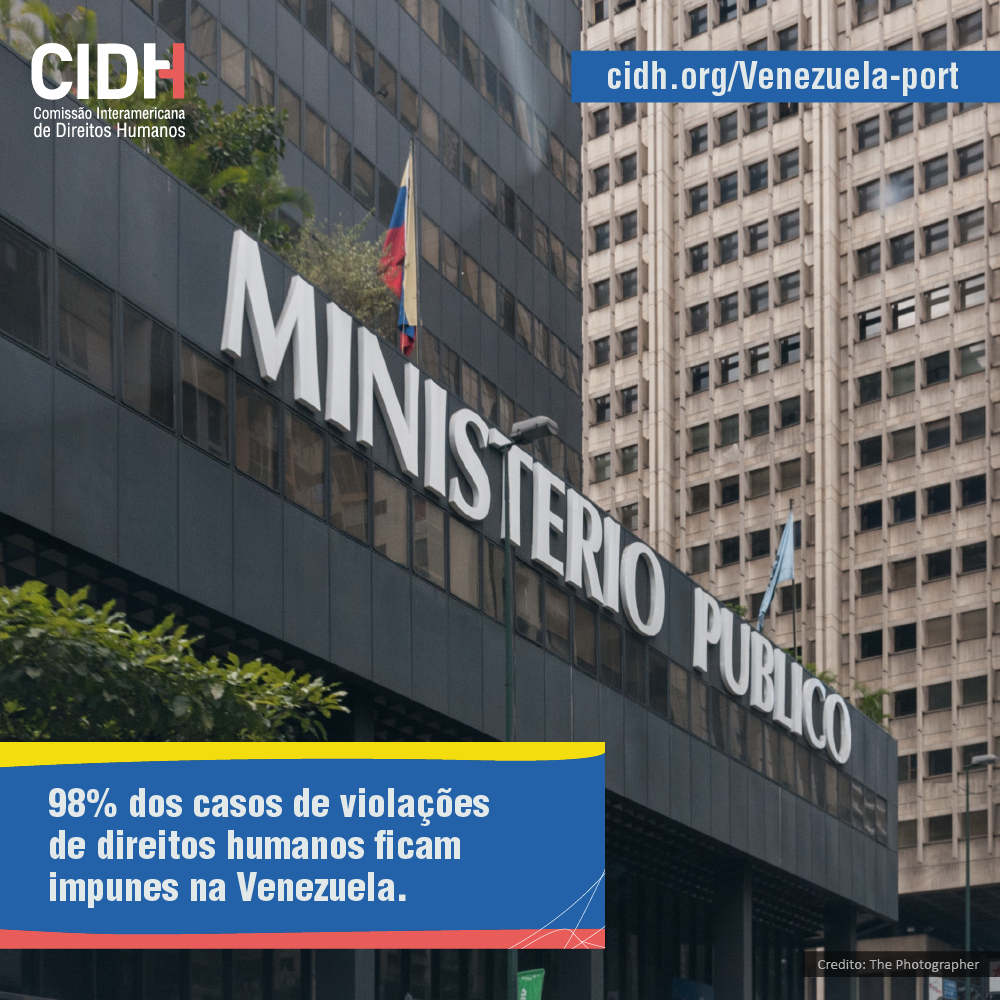
April 2019 findings: "98% of cases of human rights violations go unpunished in Venezuela"

A Venezuela negou acesso à Comissão Interamericana de Direitos Humanos (CIDH) desde 2002, alegando que apoiou o golpe de 2002 contra Hugo Chávez.
Um relatório da OEA de 2010 também indicou "preocupações contundentes" com liberdade de expressão, abusos dos direitos humanos, autoritarismo, liberdade de imprensa, controle do judiciário, ameaças à democracia, intimidação política e "a existência de um padrão de impunidade em casos de violência, que afeta particularmente trabalhadores da mídia, defensores dos direitos humanos, sindicalistas, participantes de manifestações públicas, pessoas detidas, 'campesinos' (pequenos agricultores de subsistência), indígenas e mulheres", bem como erosão da separação de poderes e "graves problemas econômicos, de infraestrutura e sociais", e "problemas crônicos, incluindo apagões, aumento da criminalidade e uma aparente falta de investimento em setores cruciais". O relatório discute os direitos decrescentes da oposição ao governo e "entra em muitos detalhes" sobre o controle do judiciário. Diz que as eleições são livres, mas que o Estado tem controle crescente sobre a mídia e recursos estaduais usados durante campanhas eleitorais e que oficiais eleitos da oposição "foram impedidos de realmente exercerem suas funções posteriormente". No entanto, o relatório também reconheceu "conquistas no que diz respeito à erradicação do analfabetismo, à criação de uma rede primária de saúde, à distribuição de terras e à redução da pobreza".
Chávez rejeitou o relatório da OEA de 2010, prometendo retirar-se da CIDH e chamando o relatório de "pura porcaria". Ele negou qualquer poder para influenciar o judiciário. A defensora do povo Gabriela Ramírez argumentou que o relatório distorceu e tirou estatísticas de contexto, dizendo que "as violações dos direitos humanos na Venezuela diminuíram".
Em outubro de 2014, a CIDH pediu permissão para avaliar o ambiente dos direitos humanos na Venezuela, mas a Comissão foi negada.
Durante a crise presidencial na Venezuela, Juan Guaidó pediu à CIDH que visitasse o país, pedido que foi concedido. O governo de Maduro negou acesso à CIDH em janeiro de 2020. A CIDH deveria visitar o país em fevereiro de 2020. A delegação foi parada no aeroporto quando tentou pegar um avião para visitar a Venezuela. A delegação decidiu então viajar para Cúcuta, Colômbia, perto da fronteira com a Venezuela.

### Parlamento Europeu
O Parlamento Europeu aprovou uma resolução em fevereiro de 2010 expressando "preocupação com a tendência para o autoritarismo" por parte de Chávez.

### Nações Unidas
“Vamos superar as diferenças, o conflito que tivemos.”
“As portas do palácio de Miraflores estão abertas... para que possamos falar sobre as diferenças que temos, o conflito que surgiu e superá-lo,”

—Maduro disse em 23 de abril de 2024, em um evento realizado no palácio presidencial de Miraflores, com Karim Khan (o promotor do Tribunal Penal Internacional), que está investigando a Venezuela por possíveis crimes de direitos humanos, ao seu lado. No evento, Maduro disse que concordou em permitir a reabertura do escritório do Alto Comissariado das Nações Unidas para os Direitos Humanos (ACNUDH). O escritório de Direitos Humanos da ONU foi expulso da Venezuela em fevereiro, após expressar preocupação com a detenção de Rocío San Miguel.
Em 12 de novembro de 2012, a Venezuela foi eleita pela Assembleia Geral das Nações Unidas para ocupar um assento no Conselho de Direitos Humanos das Nações Unidas para o período de 2013-2015; a primeira vez que a Venezuela foi eleita para o conselho.
Em 27 de setembro de 2018, o Conselho de Direitos Humanos da ONU adotou uma resolução pela primeira vez sobre abusos de direitos humanos na Venezuela, com um voto de 23 a favor, 7 contra e 17 abstenções. Onze países das Américas patrocinaram a resolução, incluindo Canadá, México e Argentina.
Quando a Assembleia Geral da ONU votou para adicionar a Venezuela ao Conselho de Direitos Humanos da ONU em outubro de 2019, a embaixadora dos EUA nas Nações Unidas, Kelly Craft, escreveu: "Estou pessoalmente indignada que 105 países votaram a favor desta afronta à vida e à dignidade humana. Isso fornece prova inabalável de que o Conselho de Direitos Humanos está quebrado e reforça por que os Estados Unidos se retiraram."
Em 15 de fevereiro de 2024, o governo de Maduro fechou o escritório do Alto Comissariado das Nações Unidas para os Direitos Humanos em Caracas depois que o Alto Comissário Volker Türk condenou a detenção da ativista Rocío San Miguel, exigindo "sua libertação imediata e respeito ao seu direito de defesa legal". O governo de Maduro expulsou seus funcionários, dando-lhes 72 horas para deixar o país.

## Nota
- Este artigo foi inicialmente traduzido, total ou parcialmente, do artigo da Wikipédia em inglês cujo título é «Human rights in Venezuela», especificamente desta versão.